# یواس‌اس سویر (ای‌پی‌ای-۲۳۳)
یواس‌اس سویر (ای‌پی‌ای-۲۳۳) (به انگلیسی: USS Sevier (APA-233)) یک کشتی بود که طول آن ۴۵۵ فوت (۱۳۹ متر) بود. این کشتی در سال ۱۹۴۴ ساخته شد.